# UNITAD
UNITAD (United Nations Investigative Team to Promote Accountability for Crimes Committed by Da'esh/ISIL) ist das Untersuchungsteam der Vereinten Nationen zur Förderung der Rechenschaftspflicht für von Da'esh / ISIL begangene Verbrechen.
UNITAD verfolgt unter anderem die Verbrechen der Massaker an den Jesiden, die im August 2014 in der Stadt und im Distrikt Sindschar in der nordirakischen Provinz Ninive und bei späteren Ereignissen begangen wurden. Leiter des Untersuchungsteams ist seit September 2021 Christian Ritscher. Sein Vorgänger war Karim Ahmad Khan.